# ビシュベルク
ビシュベルク (ドイツ語: Bischberg) は、ドイツ連邦共和国バイエルン州オーバーフランケン行政管区のバンベルク郡に属する町村（以下、本項では便宜上「町」と記述する）で、バンベルクの西約5kmのレグニッツ川とマイン川の合流地点に位置する。
町の名前は、"Bischofsberg" （司教の山）に由来する。ヴュルツブルク司教が、このマイン川とレグニッツ川との重要な合流地点に町を築いた人物とされる。

## 地理
ビシュベルクはオーバーフランケン西部計画地区に属する。最も近い鉄道駅は、バンベルクあるいはハルシュタットに位置する。

### 自治体の構成
この町は、5つの地区 (Ort) からなる。このうち孤立農場などを除く集落を以下に列記する。
- ビシュベルク
- トロスドルフ
- トゥッチェンゲロイト
- ヴァイペルスドルフ

## 歴史
ビシュベルクは、世俗化までバンベルク司教本部領に属した。1580年以降ビショフスベルクは公的に知られるようになった。重要な荘園領主にミヒェルスベルク修道院があり、18世紀には村の領主も兼ねた。1803年の帝国代表者会議主要決議以降はバイエルンに属した。バイエルン王国の行政改革の時代、1818年の自治体令により現在の自治体が形成された。

### 筏流し
マイン川とレグニッツ川の合流点に面したビシュベルクの位置は、フランケンヴァルトからの筏流しの重要な中継点の一つであった。筏流しの歴史においてビシュベルクは「二番目の中継点」と位置づけられていた。クローナハ近隣地域からの筏流しの最初の中継点はシュヴュルビッツ（ミヒェラウ・イン・オーバーフランケン）、その次の筏流しの中継点がビシュベルクであった。道路と鉄道の発達により筏流しは絶滅した。

## 行政

### 友好都市
- Montauban de Bretagne（フランス、イル＝エ＝ヴィレーヌ県）

## 経済と社会資本

### 交通
連邦道B26、アウトバーンA70、バンベルク郡道BA36、市バス6系統がバンベルクと、OVF（フランケン乗り合い交通）601系統がプリーゼンドルフとを結んでいる。

## 引用
1. ↑  https://www.statistikdaten.bayern.de/genesis/online?operation=result&code=12411-003r&leerzeilen=false&language=de Genesis-Online-Datenbank des Bayerischen Landesamtes für Statistik Tabelle 12411-003r Fortschreibung des Bevölkerungsstandes: Gemeinden, Stichtag (Einwohnerzahlen auf Grundlage des Zensus 2011)
2. ↑  Bayerische Landesbibliothek Online